# 御領站 (廣島縣)
御領站（日语：／ Goryō eki */?）是井原鐵道井原線的車站，位於廣島縣福山市神邊町下御領。

## 歷史
- 1999年（平成11年）1月11日 - 井原線開通，此站啟用[1]。

## 車站構造
車站是一座高架車站，設有2面2線的相對式月台，可進行列車交會。高架橋下設有候車室。此站是無人車站，沒有自動售票機。此站設有泊車轉乘設施，於站前設有停車場，可停泊13架車輛。站名牌的下半部分的圖像是車站附近的堂堂公園和鬼傳說相關的繪畫。

### 月台
| 月台 | 路線    | 上下行 | 方向           |
| ---- | ------- | ------ | -------------- |
| 1    | ■井原線 | 下行   | 神邊方向       |
| 2    | ■井原線 | 上行   | 井原、總社方向 |

1號月台可向總社方向折返，但沒有營業列車使用。

## 使用狀況
以下為1日平均使用車站人次。
| 年度               | 1日平均 乘車人次 | 1日平均 上下車人次 |
| ------------------ | ---------------- | ------------------ |
| 2003年（平成15年） | 27               |                    |
| 2004年（平成16年） | 49               |                    |
| 2005年（平成17年） | 沒有調査         |                    |
| 2006年（平成18年） | 36               |                    |
| 2007年（平成19年） | 沒有調査         |                    |
| 2008年（平成20年） | 33               |                    |
| 2009年（平成21年） | 沒有調査         |                    |
| 2010年（平成22年） | 36               |                    |
| 2011年（平成23年） | 沒有調査         |                    |
| 2012年（平成24年） | 沒有調査         |                    |
| 2013年（平成25年） | 47               |                    |
| 2014年（平成26年） | 沒有調査         |                    |
| 2015年（平成27年） | 沒有調査         |                    |
| 2016年（平成28年） | 沒有調査         |                    |
| 2017年（平成29年） | 沒有調査         |                    |
| 2018年（平成30年） |                  | 93                 |

## 車站周邊
- 福山市立神邊東中學（日语：福山市立神辺東中学校）
- 福山市立御野小學
- 御領郵局
- 福山通運（日语：福山通運）福山神邊物流中心
- 國道313號（日语：国道313号）
- 國道486號（日语：国道486号）
- 廣島縣道·岡山縣道102號下御領井原線（日语：広島県道・岡山県道102号下御領井原線）
- 堂堂公園（日语：堂々川砂留群）
- 八丈岩

## 相鄰車站
井原鐵道
■井原線
子守歌之里高屋－御領－湯野

## 注腳
1. 1 2 3 4  . 鐵道畫刊 (鐵道畫刊社). 1999-04, 33 (4): 70–74.
2. ↑  福山統計
3. ↑  国土数値情報(駅別乗降客数データ)2018年  （页面存档备份，存于） - 國土交通省 ，2019年9月3日參閲

## 外部連結
- 御領站 – 井原鐵道 （页面存档备份，存于）（日語）